# Julie Peruzzetto
Julie Peruzzetto, née le 26 septembre 1987 à Carcassonne, etait une footballeuse professionnelle française évoluant au poste d'attaquante. Elle est maintenant consultante sportive et elle a commenté plusieurs matchs cette année pour la FFFtv et Canal plus. En 2023 elle a commenté la coupe du monde feminine de football pour France TV, c'est là, qu'elle a fait ses debuts au micro.

## Biographie

### Carrière en club
Julie Peruzzetto commence à jouer au football avec ses copains de l'école dans son village à Alzonne. Elle joue au FC Alzonnais avec les garçons des débutants jusqu'aux moins de 13 ans. À 13 ans, elle part jouer à Carcassonne et prend goût à la compétition. L'année suivante, elle intègre le Toulouse Football Club et son équipe féminine phare.
Après 10 ans sous les couleurs de Toulouse, elle rejoint l'ASPTT Albi qui a notamment pour objectif d'atteindre l'élite. Pour sa troisième saison au club, elle récupère le rôle de capitaine de l'équipe. Elle mène finalement son équipe à la montée au bout de la saison 2013-2014. Pour sa première année en D1 avec le club albigeois, elle devient joueuse professionnelle en signant un contrat fédéral et met de côté son travail de professeure d'EPS. En 2015, elle signe à l'AS Saint-Étienne qui démarre un nouveau cycle avec de nouvelles joueuses,,.

### Carrière en sélection
Julie Peruzzetto passe par toutes les catégories jeunes chez les Bleues. Elle participe à différents tournois internationaux, rencontres amicales mais aussi au Festival olympique de la jeunesse européenne et aux championnats d'Europe. Elle est notamment avec l'équipe de France U19 finaliste de l'Euro 2005.
En mars 2016, elle découvre l'équipe de France B et participe à l'Istria Cup.

## Distinctions individuelles
- Élue meilleure joueuse de Midi-Pyrénées en 2003[1]

## Statistiques
| Saison                | Club                  | Championnat           | Championnat | Championnat | Coupe(s) nationale(s) | Coupe(s) nationale(s) | Compétition(s) continentale(s) | Compétition(s) continentale(s) | Compétition(s) continentale(s) | Total | Total |
| Saison                | Club                  | Division              | M.          | B.          | M.                    | B.                    | Comp.                          | M.                             | B.                             | M.    | B.    |
| 2002-2003             | Toulouse FC           | Division 1            | 2           | 0           |                       |                       | C1                             | 0                              | 0                              | 2     | 0     |
| 2003-2004             | Toulouse FC           | Division 1            | 14+2        | 0           |                       |                       | -                              | -                              | -                              | 16    | 0     |
| 2004-2005             | Toulouse FC           | Division 1            | 20          | 5           |                       |                       | -                              | -                              | -                              | 20    | 5     |
| 2005-2006             | Toulouse FC           | Division 1            | 14          | 1           |                       |                       | -                              | -                              | -                              | 14    | 1     |
| 2006-2007             | Toulouse FC           | Division 1            | 15          | 8           |                       |                       | -                              | -                              | -                              | 15    | 8     |
| 2007-2008             | Toulouse FC           | Division 1            | 16          | 4           | 1                     | 1                     | -                              | -                              | -                              | 17    | 5     |
| 2008-2009             | Toulouse FC           | Division 1            | 7           | 0           |                       |                       | -                              | -                              | -                              | 7     | 0     |
| 2009-2010             | Toulouse FC           | Division 1            | 10          | 1           |                       |                       | -                              | -                              | -                              | 10    | 1     |
| Sous-total            | Sous-total            | Sous-total            | 100         | 19          | 1                     | 1                     | -                              | 0                              | 0                              | 101   | 20    |
| 2010-2011             | ASPTT Albi            | Division 2            | 19          | 5           |                       |                       | -                              | -                              | -                              | 19    | 5     |
| 2011-2012             | ASPTT Albi            | Division 2            | 20          | 11          | 1                     | 0                     | -                              | -                              | -                              | 21    | 11    |
| 2012-2013             | ASPTT Albi            | Division 2            | 22          | 18          | 2                     | 0                     | -                              | -                              | -                              | 24    | 18    |
| 2013-2014             | ASPTT Albi            | Division 2            | 22          | 8           |                       |                       | -                              | -                              | -                              | 22    | 8     |
| 2014-2015             | ASPTT Albi            | Division 1            | 22          | 7           | 2                     | 3                     | -                              | -                              | -                              | 24    | 10    |
| Sous-total            | Sous-total            | Sous-total            | 105         | 49          | 5                     | 3                     | -                              | -                              | -                              | 110   | 52    |
| 2015-2016             | AS Saint-Étienne      | Division 1            | 22          | 12          | 2                     | 1                     | -                              | -                              | -                              | 24    | 13    |
| 2016-2017             | AS Saint-Étienne      | Division 1            | 22          | 2           | 3                     | 2                     | -                              | -                              | -                              | 25    | 4     |
| Sous-total            | Sous-total            | Sous-total            | 44          | 14          | 5                     | 3                     | -                              | -                              | -                              | 49    | 17    |
| 2017-2018             | Rodez AF              | Division 1            | 16          | 3           | 2                     | 0                     | -                              | -                              | -                              | 18    | 3     |
| Sous-total            | Sous-total            | Sous-total            | 16          | 3           | 2                     | 0                     | -                              | -                              | -                              | 18    | 3     |
| 2018-2019             | Toulouse FC           | Division 2            | 9           | 2           |                       |                       | -                              | -                              | -                              | 9     | 2     |
| Sous-total            | Sous-total            | Sous-total            | 9           | 2           |                       |                       | -                              | -                              | -                              | 9     | 2     |
| Total sur la carrière | Total sur la carrière | Total sur la carrière | 274         | 237         | 13                    | 7                     | -                              | 0                              | 0                              | 287   | 244   |